# Joe Perry
Joseph Anthony Perry (Lawrence, 10 de setembro de 1950) é o guitarrista principal da banda estadunidense de hard rock Aerosmith, onde, raramente, também trabalha como vocalista e compositor. Foi considerado o 84º melhor guitarrista de todos os tempos pela revista norte-americana Rolling Stone e, em 2001, entrou para o Rock and Roll Hall of Fame com o resto do Aerosmith. Em 2013, recebeu, junto do parceiro musical Steven Tyler, o ASCAP Founders Award e entrou para o Songwriters Hall of Fame.

## Infância e adolescência
Por parte de pai, Perry vem de uma família de portugueses, originalmente da Madeira. Seu avô foi obrigado a mudar o sobrenome da família de 'Pereira' para 'Perry', devido a lei de emigração nos Estados Unidos. Por parte de mãe, o guitarrista vem de uma família de italianos, originalmente de Nápoles.
Joe nasceu em Lawrence, no Estado de Massachusetts, e cresceu na pequena cidade de Hopedale. Seu pai, Anthony Perry, era um contador e sua mãe, Mary Ursillo, era uma professora de educação física do colegial. Posteriormente, Mary mudou-se para o Arizona, quando seu marido faleceu em 1975. Perry estudou na Vermont Academy, em Saxtons River.

## Carreira

### Formação e sucesso do Aerosmith (1970-1978)
Quando Perry começou a sua carreira como músico, ele formou a The Jam Band com Tom Hamilton. Algum tempo tempo depois, o guitarrista conheceu Steven Tyler, que tinha uma banda chamada Chain Reaction. As duas bandas se formaram e assim formou-se o Aerosmith que, além de Joe, Steven e Tom, também contava com Brad Whitford e Joey Kramer.
Inicialmente, a banda foi tratada como uma tentativa fracassada de imitação dos Rolling Stones, mas, assim que a banda conseguiu um contrato com a Columbia Records, o talento dos cinco rapazes foi notado e eles explodiram nas paradas de sucesso e na rádio FM com os álbuns Toys in the Attic (1975) e Rocks (1976). O grupo criou músicas que fizeram sucesso no mundo inteiro e que, atualmente, são clássicos do hard rock, tais como "Dream On", "Same Old Song and Dance", "Sweet Emotion", "Walk This Way", "Back in the Saddle" e "Last Child".
Durante esse período, Perry e Tyler ficaram conhecidos como os Toxic Twins ("Gêmeos Tóxicos", em português) devido às suas festas pesadas e o uso abusivo de drogas. Os fãs de Aerosmith ficaram conhecidos como a Blue Army ("Armada Azul", em português) porque, nos shows, compareciam vestidos de jaqueta jeans azul.
Depois do popular Rocks, as drogas começaram a atrapalhar o processo criativo e o relacionamento da banda. O uso de substâncias ilegais estava tão descontrolado que o álbum seguinte foi gravado em um casarão abandonado de Nova York, com quartos separados por grandes corredores. Perry e Tyler passavam grande parte do tempo se drogando dentro desses quartos e gravavam suas partes separados do resto da banda. O grupo também estava entretido com seus hobbies, tais como dirigir carros em alta velocidade e atirar em alvos perto da locação. Quando lançado em 1977, no entanto, Draw the Line foi um sucesso imediato. Contudo, o álbum não teve tanto impacto na sociedade como os últimos, mesmo com os singles "Draw the Line" e "Kings and Queens" entrando na Billboard Hot 100. No álbum, Perry tem os vocais principais na música "Bright Light Fright". O grupo entrou em turnê durante o ano seguinte, mas os shows do Aerosmith não eram mais os mesmos, já que as drogas afetavam cada integrante da banda de forma diferente. Em 1978 a banda lançou o álbum Live! Bootleg, o single "Chip Away the Stone" e o cover "Come Together", dos Beatles, que veio a se tornar o último single do grupo a entrar no top 40 em quase uma década. Eles também participaram do filme Sgt. Pepper's Lonely Hearts Club Band.

### Declínio do Aerosmith (1979-1983)
Em 1979, o Aerosmith foi a atração principal do World Series of Rock, que também contava com Van Halen, Ted Nugent, AC/DC e Foreigner. Durante uma briga nos bastidores do evento, a mulher de Joe jogou um copo de leite na mulher de Tom. Tyler e Perry também tiveram uma discussão intensa que, logo depois, terminou com a saída do guitarrista do grupo. O Aerosmith lançou o Night in the Ruts com alguns solos e riffs já sem a participação de Perry. Joe lançou, em 1980, seu primeiro álbum fora do Aerosmih, o Let the Music Do the Talking, que vendeu cerca de 250 mil cópias nos Estados Unidos. Sob a MCA Records e com uma nova equipe (Mach Bell no vocal, Danny Hargrove no baixo e Joe Pet na bateria), o The Joe Perry Project lançou I've Got the Rock'n'Rolls Again, em 1981, e Once a Rocker, Always a Rocker, em 1983. Esses não venderam tanto quanto o primeiro álbum do projeto, cada um alcançando a marca de 40 mil cópias vendidas nos EUA. Mesmo depois do fracasso de vendas, a banda saiu em turnê junto com Brad Whitford e a Huey Lewis and the News.

### Reunião e estrelato (1984-1999)
No dia 14 de Fevereiro de 1984, ambos Perry e Whitford se encontraram com os outros membros do Aerosmith, o que levou-os a reunir a banda dois meses depois. A banda assinou um contrato com a Geffen Records e contratou um novo manager, Tim Collins, que teria um papel essencial na volta bem sucedida da banda na década seguinte.
O grupo começou a "Back in the Saddle Tour" e, em 1985 lançou o Done with Mirrors. No entanto, o novo álbum não fez tanto sucesso quanto o esperado. O single "Let the Music Do the Talking" (um remake da música do The Joe Perry Project) também não recebeu grande visibilidade por parte da mídia. Em 1986, Perry e Tyler colaboraram no remake de "Walk This Way" que a banda de hip hop Run-D.M.C. tinha interesse em realizar. A música fez tremendo sucesso e ajudou o Aerosmith a voltar para as paradas de sucesso. Depois de ficarem limpos com um tratamento em uma clínica de reabilitação, a banda fez parceria com grandes compositores, tais como Desmond Child e Jim Vallance, com o produtor Bruce Fairbairn e com os diretores de videoclipes Marty Callner e David Fincher. Dessa forma, a banda fez o retorno mais bem sucedido da história da música, lançando os álbuns Permanent Vacation (1987), Pump (1989) e Get a Grip (1993). O grupo também lançou singles que fizeram extremo sucesso, tais como "Dude (Looks Like a Lady)", "Angel", "Rag Doll", "Love in an Elevator", "Janie's Got a Gun", "What It Takes", "The Other Side", "Livin' on the Edge", "Cryin'", "Amazing" e "Crazy". O Aerosmith também recebeu diversos prêmios nessa época, incluindo quatro Grammy Awards e doze MTV Video Music Awards. Perry e Tyler voltaram a se aproximar, escrevendo juntos grandes sucessos e até passando férias com suas as famílias reunidas, depois da "Get a Grip Tour". Em 1996, enquanto o grupo gravava mais um álbum, o manager do Aerosmith começou a jogar boatos entre os membros da banda dizendo que alguns tinham voltado a usar drogas, o que quase separou-os de vez. Mesmo sendo gratos por tudo que ele havia feito pela banda nos últimos anos, o Aerosmith demitiu Collins e seguiu em frente com um novo manager.
Nine Lives foi lançado em 1997. Continha os hits "Falling in Love (Is Hard on the Knees)" e "Pink" e deu nome a uma turnê que durou três anos. Durante esse tempo, Joe e Steven estrelaram um comercial da GAP e a banda lançou o livro "Walk This Way: The Autobiography of Aerosmith", a autobiografia do Aerosmith. Em 1998, o grupo conseguiu o seu primeiro hit número um na Billboard Hot 100. "I Don't Want to Miss a Thing" fazia parte da trilha sonora do filme Armageddon, no qual a filha de Steven, Liv Tyler, participava. Em 1999 a Walt Disney World lançou uma montanha-russa inspirada no grupo, a Rock 'n' Roller Coaster Starring Aerosmith.

### Continuando com o sucesso e álbuns solo (2000-atualmente)
Em 2001, o Aerosmith se apresentou no show do intervalo do Super Bowl XXXV e lançou o Just Push Play, que inclui a famosa canção "Jaded". Pouco tempo depois, Perry, Tyler, Kramer, Whitford e Hamilton entraram para o Rock and Roll Hall of Fame. A banda entrou em turnê em todos os anos seguintes, exceto 2008. O Honkin' on Bobo foi lançado em 2004. Em Maio de 2005, Perry lançou seu primeiro álbum inteiramente solo, autointitulado Joe Perry. Foi gravado em seu estúdio particular na sua casa em Boston, com todos os instrumentos sendo tocados por ele mesmo, exceto bateria. A revista Rolling Stone lhe serviu com três estrelas e meia e Perry foi indicado ao Grammy na categoria "melhor música instrumental de Rock" pela faixa "Mercy". Em 2006, Joe juntou-se à Steven e à Orquestra Pops de Boston para a comemoração da Independência Americana. Juntos, eles tocaram um medley de "Dream On", "Walk This Way" e "I Don't Want to Miss a Thing".

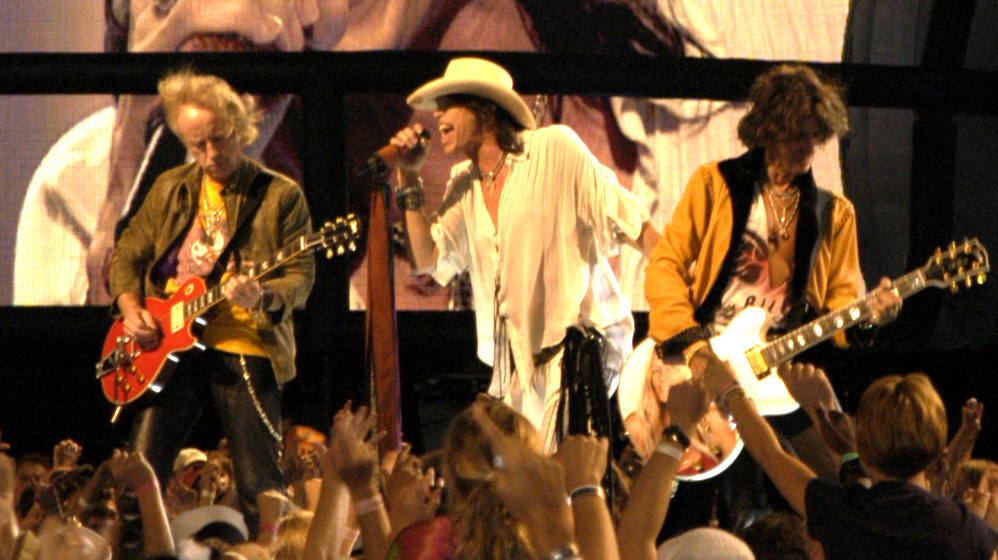
Brad Whitford (esquerda), Steven Tyler (meio) e Joe Perry (direita) apresentando-se em 2003

O game Guitar Hero: Aerosmith foi lançado em 2008. O jogo contém músicas da banda para serem tocadas. Em 2009, o The Joe Perry Project lançou o álbum Have Guitar, Will Travel. Seu primeiro single foi a música "We've Got a Long Way to Go". Joe saiu em turnê para divulgar o álbum, já que todas as datas do Aerosmith haviam sido canceladas após Steven Tyler cair do palco e lesionar cabeça, ombro e pescoço. A banda fazia um show em Sturgis quando Steven, ao dançar na passarela do palco, caiu diretamente no chão. As tensões começaram a crescer, chegando no ponto onde nenhum membro do grupo se falava. A mídia divulgava que Tyler havia deixado a banda e que Perry e os outros membros procuravam por um novo vocalista. Contudo, no dia 10 de Novembro de 2009, Steven fez uma aparição surpresa em um show da The Joe Perry Project e anunciou que não deixaria o Aerosmith. Depois disso, eles tocaram "Walk This Way".
Depois de passar por uma clínica de reabilitação, Steven Tyler anunciou que o Aerosmith voltaria aos palcos em 2010 para uma turnê chamada Cocked, Locked, Ready to Rock Tour. Durante a turnê, Steven aceitou ser jurado do programa American Idol sem consultar a banda, o que deixou os outros membros ainda mais irritados. Em 22 de Março, as tensões entre Tyler e Perry pareceram evaporar quando Joe foi ao American Idol tocar uma versão de "Parabéns a Você", em comemoração ao aniversário de 64 anos de Steven. A banda passou, então, grande parte do ano de 2011 gravando um novo álbum, o primeiro de material inteiramente novo em 11 anos. O Aerosmith entrou em turnê pela América do Sul e pelo Japão e continuou gravando o disco até 2012. Foi anunciado que o próximo álbum da banda a ser lançado seria o Music from Another Dimension!. O primeiro single, "Legendary Child", foi lançado ao vivo durante a final da décima primeira temporada do American Idol. "What Could Have Been Love", "Lover Alot" e "Can't Stop Lovin' You" foram os outros singles do álbum, lançados entre o final de 2012 e Janeiro de 2013. No dia 17 de Abril Joe e Steven receberam o ASCAP Founders Award. Nos dias 13 e 22 de Junho, entraram para o Songwriters Hall of Fame e para o Hollywood Bowl Hall of Fame, respectivamente.
Depois da extensa Global Warming Tour (que passou pela América do Norte e do Sul, pela Ásia e pela Europa), Perry concentrou-se em uma autobiografia. Antes de lançá-la, saiu em turnê com o Aerosmith mais uma vez pela Let Rock Rule em todo o território norte-americano. Para divulgar os shows, o guitarrista pichou diversos muros de Los Angeles junto de um grafiteiro profissional, o que gerou certa polêmica já que grande parte dos muros eram de propriedades privadas. Quem abriu os shows do grupo foi Slash e o grupo de Myles Kennedy and the Conspirators. No dia 7 de outubro de 2014, Perry lançou oficialmente sua autobiografia sob o título de "Rocks: My Life In and Out of Aerosmith". Em entrevista, ele disse que achava importante contar o seu ponto de vista das histórias do Aerosmith (já que discordava de muitas coisas que Steven havia dito em seu próprio livro). Tyler chegou a dizer que nunca leria o livro de Joe porque isso poderia gerar novas brigas internas.
No dia 13 de fevereiro de 2015, a assessoria de imprensa do Rock in Rio anunciou que o supergrupo Hollywood Vampires (composto por Alice Cooper, Johnny Depp e Joe Perry) fará seu primeiro show para o público durante o evento que ocorre em setembro, no Brasil. A banda tem intenção de lançar um álbum em breve.

### Trabalhos solo
| Álbum                               | Ano  |
| ----------------------------------- | ---- |
| "Let the Music Do the Talking"      | 1980 |
| "I've Got the Rock 'N' Rolls Again" | 1981 |
| "Once a Rocker, Always a Rocker"    | 1983 |
| "Joe Perry"                         | 2005 |
| "Have Guitar, Will Travel"          | 2009 |
| "Sweetzerland Manifesto"            | 2018 |

## Joe Perry's Rock Your World Hot Sauces
Joe Perry é o criador de uma linha de molhos picantes intitulada "Joe Perry's Rock Your World Hot Sauces". Esses molhos são comercializados em todas as partes dos Estados Unidos e são parte dos aperitivos servidos no Hard Rock Cafe. Perry participou de um programa de televisão com o intuito de promover a marca. Ele preparou uma refeição ao vivo enquanto falava sobre seus molhos, sua paixão por facas e sobre o que comia durante as turnês do Aerosmith. Joe e o parceiro de banda Steven Tyler são alguns dos donos do Mount Blue, um restaurante famoso localizado em Norwell, Massachusetts.

## Família
Joe foi casado com Elyssa Jerret de 1975 a 1982. A união rendeu-lhes o filho Adrian. Em 1985, casou-se com Billie Paulette Montgomery (hoje Billie Perry). Ele a conheceu em 1983, durante as filmagens do videoclipe "Black Velvet Pants". Sua esposa é a arte principal de uma das guitarras de Joe, a "Billie Perry Guitar". Têm 2 filhos juntos, Tony e Roman. Billie também tem um filho de um relacionamento passado, chamado Aaron. Adrian e Tony são fundadores da banda Dead Boots, antigamente conhecida como TAB the Band.
O primeiro neto de Joe, Austin, é filho de Adrian, que também é o diretor executivo da marca de molhos picantes "Joe Perry's Rock Your World Hot Sauces". Perry mora e cria Frísios em uma grande fazenda em Pomfret, Vermont, e também tem uma casa Duxbury, Massachusetts.